# Ślęza (wieś)
Ślęza (niem. Lohe) – wieś w Polsce, położona w województwie dolnośląskim, w powiecie wrocławskim, w gminie Kobierzyce, nad rzeką Ślęzą.

## Podział administracyjny
W latach 1975–1998 miejscowość należała administracyjnie do województwa wrocławskiego.

## Zabytki
Do wojewódzkiego rejestru zabytków wpisany jest:
- zespół dworski, ul. Główna:
  - dwór – zamek z pierwotnie średniowieczną rycerską wieżą mieszkalną, zbudowaną w stylu gotyckim w XIV-XV wieku; w pierwszych dekadach XVII w. dobudowano skrzydło południowe w stylu renesansowym, a w latach 1857-1889 barokowe skrzydło północne, które rozebrano po roku 1974[5]. Całość znacznie przebudowana w XIX i XX wieku. W środku znajdują się m.in.: malowidła w glifach okiennych na parterze oraz kominek z herbem mieszczańskim z 1618 roku, prawdopodobnie rodziny Nicius[5]. Jest to jedna z dwóch zachowanych średniowiecznych wież mieszkalnych w okolicach Wrocławia. Druga znajduje się w Biestrzykowie[5].
  - oficyna, z drugiej połowy XVIII w.
  - park pałacowy, z pierwszej połowy XVII w., w pierwszej połowy XIX w.

Zabytkowy zamek przeszedł generalny remont na początku XXI wieku. Powrócił do ponownej świetności i od 2011 roku funkcjonuje jako ekskluzywny obiekt hotelowo-konferencyjny Zamek Topacz.